# Scotopteryx adornata
Scotopteryx adornata là một loài bướm đêm trong họ Geometridae.